# Kulak
Kulak (ryska кула́к kulák, egentligen ’knytnäve’) är ett ord åsyftande ryska förhållanden och med innebörden "rik bonde". Termen användes pejorativt i Sovjetunionen, ursprungligen om relativt rika bönder i kejsardömet Ryssland som ägde större jordbruk och anlitade arbetskraft som en konsekvens av Stolypinreformen som trädde i kraft 1906. En av Peter Stolypins avsikter med reformen var skapandet av en klass framgångsrika tsartrogna bönder. År 1912 ägde 16 procent (i jämförelse med 11 procent 1903) av de ryska bönderna mer än 32 000 m² (3,2 hektar) land per manlig familjemedlem (gränsen användes för att åtskilja medelklassen från än mer framgångsrika bönder i statistiken).

## Tiden före revolutionen
Den ryska livegenskapen avskaffades inte förrän 1861, under denna ansvarade bysamfälligheten gemensamt för skatt men genomförde också omfördelning av jord inom byn. Boskap och redskap var däremot familjeegendom och jorden runt själva hushållet gick i arv. I Ukraina och Belarus existerade visserligen bysamfälligheten, men den hade inte samma befogenhet att omfördela jord, utan besittningsrätten gick i arv. Vid livegenskapens avskaffande fick bonden äganderätt till jorden, men inte till all jord han tidigare brukat och dessutom var han tvungen att friköpa den. Den mark som fortfarande tillhörde adeln ansågs av många bönder som rättmätigen deras. Att livegenskapens upphörande ändå hade en lugnande effekt kan avläsas genom att antalet bondeuppror föll drastiskt. Avskaffandet av livegenskapen ledde dock inte till önskat resultat och efter revolutionen 1905 sattes Stolypins plan i verket vilken avsåg att skapa ett modernt bondestånd i västerländsk bemärkelse. Denna reform skulle avskaffa det traditionella tegskiftet och samla jorden i sammanhållna skiften. Reformen löpte trögt och 1917 var bara 10 procent av jordbruken självägande och hade lämnat tegskiftet, men uppvisade omedelbart en ökad produktivitet. Å andra sidan bedrev fem av 13 hushåll fortfarande jordbruk med tegskifte och inom ramen för en bysamfällighet, som fortfarande hade rätt att omfördela jord.

## Den tidiga sovjettiden
Bönderna delades in i tre breda grupper: bednyaker eller fattigbönder, seredniaker eller medelbönder och kulaker, de rikare bönderna. Utöver dessa grupper fanns även batraker, vilka var jordlösa arbetare som arbetade för bönderna mot lön.
Av taktiska skäl och mot sin egen uppfattning antog bolsjevikerna snabbt en lag som gav bysamfälligheten rätt att välja form av besittningsrätt till jorden. Man antog att detta skulle vara bysamfällighetens enda uppgift och att för övrigt skulle den lokala sovjeten få makten, men bysamfälligheten blev de egentliga makthavarna. Strax före revolutionen låg mindre än 50 procent medan 1927 hela 95,5 procent av all jord under bysamfälligheten och enbart 3,5 procent av jorden var i form av självständiga gårdar av Stolypins modell. Resultatet av revolutionen var att bönderna tog kontroll över de större jordägarnas mark och slog därefter dövörat till för socialismens idéer, samtidigt som jordbruket ånyo blev ålderdomligare och mindre produktivt.
I maj 1918 beslutade bolsjevikerna att alliansen med bönderna var över och att den socialistiska revolutionen nu kunde börja på allvar. Sverdlov sa i ett tal till centralkommittén att vi måste ”skapa två fientliga läger i byarna: det fattigaste skiktet mot kulakelementen”. Den verkliga kampen gällde dock om bönderna skulle få sälja sin säd eller om staten skulle ha rätt att rekvirera den utan ersättning. Enligt ett dekret sattes kommittéer upp för att ombesörja rekvisitionen. Dessa behövde stagas upp med aktivister från städerna och 125 000 dylika sändes ut på landsbygden. Lenin kom senare att tillstå att "vi" tog allt överskott och ibland även det som bönderna behövde till mat. Även om huvuddelen av fattigbönderna tog avstånd, lyckades regimen bygga upp en viss bas på landet. När antagonismen ökade började de som godtog det kommunistiska väldet att plundra och mörda med stöd av de beväpnade aktivisterna. Därutöver föreslog Lenin att man skulle ta gisslan vilka med sitt liv skulle ansvara för att insamling och lastning av överskott av spannmål. Denna inställning till böndernas produkter kallas ofta krigskommunism, vilket antyder att det var en nödåtgärd. Det senare påstås vara fel, då inbördeskriget knappt hade startat innan de första dekreten och Lenin definierade spannmålsmonopolet som ett sätt att övergå från kapitalistiskt varuutbyte till socialistiskt produktutbyte. Krigskommunismen övergavs dock snabbt efter krigets slut. Rekvisitionen ledde till ett otal bondeuppror, vilka inte kunde skyllas på kulakerna, eftersom inslaget av fattigbönder och mellanbönder varierande mellan 25 och 80 procent. En kritisk punkt nåddes med upproret på örlogsbasen i Kronstadt, där rebellerna hade en klar uppfattning om böndernas lidande. I sin tidning skrev de att i utbyte mot nästan total rekvisition av spannmål och konfiskering av kor och hästar har bönderna fått Tjekans (säkerhetstjänsten) räder och exekutionsplutoner. Om Kronstadtupproret sa Trotskij vid 15:e partikongressen: då talade mellanbönderna med sovjetregeringen genom örlogskanoner.
Efter den ryska revolutionen betraktade bolsjevikerna endast batrakerna och bednyakerna som sanna allierade till proletariatet. Seredniakerna ansågs vara opålitliga, "tvekande" allierade, och kulakerna sågs som klassfiender per definition. Många av dem som kallade sig kulaker var dock inte särskilt välmående. Både bönder och Sovjetunionens förvaltningsmän var ofta tveksamma över vilka kriterierna egentligen var för att man skulle vara kulak, och termen användes ofta om vem som helst som köpte arbetskraft eller hade mer egendom än som betraktades vara "normalt" enligt subjektiva omdömen. Att vara kulak medförde inga generella repressalier från den nya sovjetmakten och de flesta kulaker kunde, efter att ha fått sin jord exproprierad, fortsätta arbeta inom jordbruk eller annorstädes.
I maj 1929 utfärdade Sovnarkom ett dekret som formaliserade begreppet "kulak-hushåll" (кулацкое хозяйство). Vilket som helst av det följande definierade en kulak:
- regelbunden användning av köpt arbetskraft
- ägande av en kvarn, ett mejeri (маслобойня), eller annat byggnadskomplex, eller en komplex maskin med mekanisk motor
- systematisk uthyrning av jordbruksredskap eller lokaler
- inblandning i kommers, utlåning av pengar, mäkleri, eller "andra typer av icke-arbetande sysslor".

En distinktion fanns mellan kulakerna å ena sidan och små- och mellanbönderna å den andra, där de flesta kulaker motsatte sig oktoberrevolutionen medan de flesta små- och mellanbönder stödde revolutionen och dess paroller (främst "jord åt bönderna!") som bland annat innebar att kulakernas jord exproprierades och delades ut till de fattiga bönderna.

## Kollektivisering och svältkatastrofer
1928 rådde det matbrist i städerna och i armén. De sovjetiska myndigheterna uppmuntrade bildandet av kollektiva jordbruk och introducerade 1929 en policy för kollektivisering. Vissa bönder attraherades av kollektiviseringen därför att de således skulle ha råd med traktorer och skulle kunna öka produktionen. Kulaker kom därefter att bli ett smädesnamn på de cirka fem till sju miljoner ryska bönder som vägrade att överge egna jordbruk och ansluta sig till kollektiva jordbruk i Sovjetunionen 1928–1933, och senare att allmänt pejorativ om obekväma individer inom det sovjetiska samhället. Det sovjetiska kommunistpartiets illvilja mot kulakerna och användning av dem som avskräckande exempel fanns tidigt – redan 11 augusti 1919 instruerade Lenin: "Häng inte mindre än 100 välkända kulaker, de rika blodsugarna, och se till att de hängs där de är fullt synliga för folket". Denna illvilja berodde på att en stor del av vita armén utgjordes av kosacker så bland dessa fanns en stor illvilja mot bolsjevikerna. 
När Lenins ekonomiska plan NEP från 1921 (som tillät viss privat produktion) upplöstes 1928, blev partiets motdrag vid livsmedelsbrist att med tvång driva in jordbruksprodukter från de självägande bönderna samt att etablera kollektiva jordbruk. Våld användes ofta för att tvinga bönderna i kollektiv. När fängelserna blev överfulla av bönder som vägrade att tvingas in i sovchoser och kolchoser, öppnades tvångsarbetsläger (Gulag), bland annat Dalstroj som drev guldgruvorna i Kolyma. Politbyrån löste också problemet med de återstående icke-kollektiviserade bönder – genom två insamlingar av säd under vintern skulle inte bönderna ha möjligheter att så sina åkrar. Indrivning av säd skedde genom massiva aktioner med deltagande av Röda armén, OGPU och "frivilliga" komsomolaktivister, arbetare och miliser från städerna. Klasskampen intensifierades också och kulakerna blev uteslutna från möjligheten att ansluta sig till kollektivjordbruken – för en del av dem fanns bara tre (icke-valbara) möjligheter, beroende på hur partiet klassificerade familjen - att skjutas, skickas till Gulag eller deporteras till avlägsna områden.
Fyra till fem miljoner bönder uppskattas ha omkommit 1932–1933 av svältdöden och i indrivningsaktioner. Bönderna slaktade också sina sista djur för att hålla undan dem från konfiskation. Situationen förvärrades då svår torka under sommaren 1931 gav exceptionellt liten skörd. 
Trots den svåra livsmedelssituationen ville inte Stalin inte minska på landets export av säd för att inte äventyra krediter utomlands. Det förekom också ofta fall av kannibalism på landsbygden på grund av svält.[källa behövs] Svältkatastrofen i Sovjetunionen 1932–33, liksom en tidigare 1921–22, hölls hemlig för att inte ge dålig publicitet för Stalins  första femårsplan. Rörlighet inom landet förbjöds för att inte bönderna skulle kunna fly till städer. Utländska korrespondenter och besökare hölls borta från drabbade områden.
Samtida rapportering från kollektiviserings- och svältperiodens Sovjetunionen förteg förtrycket av kulaker och svälten. En del av den vänsterorienterade pressen och intelligentian i väst höll ofta en okritisk och förskönande bild av situationen i det stora landet, och försvarade Stalins politik (till exempel brittiska Left Book Club). Dansken Sigvard Lund i Bröd och stål kom under sitt besök i landet tydligen inte i kontakt med den sovjetiska vardagen och lovordade specialbutiken för utlänningar och speciellt privilegierade, Insnab, i Moskva – "rikligt försedd, till och med i denna knappa tid, med flera sorters kaviar, otaliga sorters röd lax, [...]" och så vidare och till priser som inte äventyrade hans västerländska budget. Vad vanliga sovjetmedborgare speciellt de svältande bönderna åt nämns inte i redogörelsen. 
Albert Olsen, professor i historia vid Köpenhamns universitet, kom 1933 med liknelsen att vistelsen i Gulag närmast motsvarade de danska folkhögskolorna. Tradition för att förneka avkulakiseringens omfattning och betydelse fortsatte och fortsätter att dominera historieskrivningen inom den sovjetvänliga så kallade revisionistiska skolan, bland vänsteranhängare, och inte minst i skolläroböckerna,[källa behövs] trots att stort antal dokument i Sovjetunionens arkiv, som bekräftar katastrofen och missförhållanden, blivit kända efter Sovjetunionens fall.
Påstående att hungersnöden var "statsorganiserad" framlades i väst redan 1934 av W.H. Chamberlain i The Evolution of Soviet Terrorism (Foreign Affairs, 1934 april, s.434), med klar koppling till att Stalin förhindrade all hjälp från utlandet och förnekade hungerkatastrofen – "ansvaret för denna förintelse vilar klart och tydligt hos Stalin och dennes kollegor". Svälten berördes i en akademisk uppsats först 1964 av amerikanskan Dana Dalrymple. Det breda genombrottet för frågan skedde först 1986 i Robert Conquests The Harvest of Sorrow. Conquest betraktar regimens handlande under svältkatastrofen i Ukraina som folkmord enligt FN-konventionen, och påstår att även Raphaël Lemkin som utarbetade folkmordskonventionen delade hans uppfattning.